# Клейн-Бонайре
Клейн-Бонайре (нидерл. Klein Bonaire) — необитаемый островок в Карибском море у западного побережья острова Бонайре.

## География
Островок находится внутри полумесяца, образованного главным островом. Площадь 600 гектаров. Поверхность довольно плоская, поднимается над уровнем моря менее чем на 1 метр. Расстояние от Бонайре — 750 м.

## История
На острове имеются остатки хижин рабов. В 1868 году остров был продан и находился в частных руках до 1999 года, когда был выкуплен за 9 миллионов гульденов администрацией Бонайре, Фондом дикой природы для сохранения природы острова.